# ماركوس فرنانديز آيلا
ماركوس فرنانديز آيلا (بالإسبانية: Marcos Fernández Isla)‏ هو لاعب كرة قدم إسباني، ولد في 24 يوليو 1996 في بلد الوليد في إسبانيا. لعب مع نومانسيا.

## وصلات خارجية
- ماركوس فرنانديز آيلا على موقع قاعدة بيانات كرة القدم.إي يو (الإنجليزية)
- ماركوس فرنانديز آيلا على موقع Soccerway.com (الإنجليزية)